# Rapidz d'Ottawa
Les Rapidz d'Ottawa (Ottawa Rapidz en anglais) étaient une équipe professionnelle indépendante de baseball située à Ottawa au Canada. En 2008, l'équipe rejoint la Ligue Can-Am à la suite du départ des Lynx d'Ottawa pour Allentown (Pennsylvanie). Le 29 septembre 2008, après avoir accumulé 1,4 million de dollars en dettes et à la suite de problèmes de location du stade, la direction de l'équipe a annoncé son intention de mettre fin aux activités de l'équipe.
Initialement, l'équipe devait être nommé Rapides d'Ottawa, mais à la suite de son achat par Zip.ca, ils sont devenus les Rapidz d'Ottawa.
L’assistance totale des Rapidz pour la saison 2008 était de 147 073 spectateurs en 46 matchs pour une moyenne de 3 197.

## Galerie

Logo original
Logo de casquette